# Karolina Olsson
Karolina Olsson, znana również jako Soverskan på Oknö (śpiąca z Oknö) (ur. 29 października 1861 w Oknö, obok Mönsterås w Szwecji, zm. 5 kwietnia 1950 tamże) – Szwedka, która rzekomo pozostawała w stanie hibernacji pomiędzy 1876 a 1908 (32 lata).

## Życiorys
Olsson miała pięcioro rodzeństwa. Jej matka urodziła się w 1829, a ojciec w 1825 i był rybakiem. Dziewczyna rozpoczęła naukę w szkole dopiero jesienią 1875, choć umiała już czytać i pisać. Mieszkała razem ze swoją rodziną na farmie, na wyspie Oknö.
22 lutego 1876 Olsson zasnęła w wieku czternastu lat. Poprzedniego dnia skarżyła się na bóle zęba. Rodzina uważała, że w grę wchodzą czary i ich córka powinna się położyć. Jednak nie obudziła się ze snu, który nastąpił.
Kilkakrotnie odwiedzał ją miejscowy lekarz, Johan Emil Almblah, który stwierdził, że jej sen był ciężkim przypadkiem histerii. Dziewczyna w lipcu 1892 trafiła na miesiąc do szpitala w Oskarshamn. Podejmowano również próby wyleczenia choroby za pomocą elektryczności. 2 sierpnia 1892 Olsson została zwolniona bez zmiany jej stanu zdrowia. Diagnoza, którą postawili lekarze brzmiała: dementia paralytica.
Olsson spożywała dziennie tylko dwie szklanki mleka. W 1905 zmarła jej matka, po czym opiekę nad nią i domem sprawowała gospodyni. W 1907 utonęło jej dwóch braci. Dziewczyna za każdym razem cierpiała na histeryczne napady płaczu przebywając nadal w stanie snu. Olsson zawsze była czysta i nigdy nie miała długich paznokci ani brudnych włosów.
Obudziła się 3 kwietnia 1908, 32 lata i 42 dni po tym, jak po raz pierwszy zasnęła. Miała wtedy 46 lat, a wyglądała jakby miała 20.
Zmarła w 1950, w wieku 88 lat z powodu krwotoku śródczaszkowego.

## Badania, spekulacje
Spekulowano, że Olsson mogła tak naprawdę nie spać i hibernować przez cały ten czas. Było wiele niewyjaśnionych cech jej stanu; na przykład jej włosy, paznokcie i paznokcie u nóg nie wydawały się rosnąć.
Psychiatra, dr. Frödeström spotkał się z Olsson w 1910. W 1912 opublikował artykuł na temat jej stanu zdrowia zatytułowany, La Dormeuse d’Oknö – 21 Ans de Stupeur. Guérison Complète. Analiza ograniczała się do niejasnej sytuacji będącej przypadkiem hibernacji.

## Ciekawostki
W 2012 losy Karoliny Olsson zostały pokazane w kameralnym teatrze operowym. Spektakl, Sen Karoliny napisał kompozytor, Anders Eliasson.